# Casa Aprígio Gomes
A Casa Aprígio Gomes é um edifício histórico situado na atual Freguesia de Venteira, na cidade e no Município da Amadora, em Portugal. Funcionou como Centro de Ciência Viva da Amadora entre 2003 e 2011, tendo posteriormente passado a ser a Galeria Municipal Artur Bual.
A Casa Aprígio Gomes está classificada como de Imóvel de Interesse Municipal desde 2006.

## Descrição e história
O edifício consiste numa antiga casa abastada, situada junto a um largo na Rua Luís de Camões, na Amadora. Foi classificado como de Imóvel de Interesse Municipal.
Destaca-se pela sua diversidade de estilos artísticos, apresentando três elementos de maior importância: o torreão com três andares, que funciona como ponto de ligação entre os diversos pisos, e duas galerias, conhecidas como lógias, a primeira no segundo piso, com arcos de volta perfeita em cantaria, enquanto que a segunda, de menores dimensões, está localizada no ponto extremo oposto à entrada, e tem apenas dois pares de vãos. Está inserida num espaço de planta quadrangular, decorado com uma faixa de azulejos e uma cornija saliente. Outro elemento de interesse é a cobertura, rematada por uma cúpula com telhado de forma cónica. Originalmente tinha um quintal em redor, que foi eliminado aquando das obras de adaptação a museu.
Foi construída em 1903 para o industrial lisboeta José Aprígio Gomes (1867-1932), e desenhada pelo arquitecto Guilherme Eduardo Gomes, que ficou conhecido por ter igualmente planeado os edifícios dos Recreios Desportivos da Amadora e do Chalet Desidéria. Na altura, localizava-se junto à Estrada Real, numa das entradas da Amadora, numa área que ainda era principalmente rural. A construção da casa inseriu-se numa fase de progresso urbano para a Amadora, impulsionado pela inauguração do caminho de ferro, durante o qual foram construídas várias casas abastadas, incluindo a de Aprígio Gomes. Desta forma, pode ser considerada como um marco histórico da evolução urbana da Amadora, então conhecida como Porcalhota. Foi um dos poucos edifícios originais que sobreviveram às diversas fases de urbanização da área, durante as décadas de 1960 e 1970.
Foi adquirida pela Câmara Municipal da Amadora nos princípios do século XXI, estando nessa altura em grave estado de conservação. Foi alvo de obras para a instalação do Centro de Ciência Viva da Amadora, em cooperação com a Universidade de Lisboa, o Instituto Superior de Engenharia e a Escola Profissional Gustavo Eiffel. O Centro foi inaugurado em Setembro de 2003, e encerrou em Novembro de 2011.
Em 2014, a Galeria Municipal da Amadora foi passada para a Casa Aprígio Gomes, tendo o novo espaço sido inaugurado em 12 de Abril, no âmbito das comemorações dos 40 anos do 25 de Abril. A Galeria passou a ter o nome de Artur Bual, em homenagem ao importante artista pástico, que faleceu na Amadora em 1999, tendo sido inaugurada com uma exposição de obras deste autor. O espaço é utilizado em vários eventos culturais, como exposições de arte, e apresentações de livros.